# 2003年青森県知事選挙
2003年青森県知事選挙（2003ねんあおもりけんちじせんきょ）は、2003年（平成15年）1月26日と6月29日に執行された青森県知事を選出するための選挙である。
本項では2003年1月の第16回青森県知事選挙と同年6月の第17回青森県知事選挙を同じ項目として扱う。

## 第16回（1月26日）

### 概要
現職の木村守男の任期満了に伴う知事選挙。現職で3期目を目指す木村と、新人で当時弘前学院大学大学院社会福祉学研究科教授だった横山北斗と、同じく新人の平野良一と、同じく新人の石館恒治の4人による選挙戦となった。
各政党の対応は、現職の木村を自民党・公明党・保守新党が推薦した。横山は本来は無所属での出馬の意向を示していたが、田名部匡省が出馬を断念したことにより田名部の意向で、民主党・自由党に推薦願を出し、両党が推薦した。

### 選挙データ
告示日
- 2003年（平成15年）1月9日[1]

執行日
- 2003年（平成15年）1月26日[1]
- 当日の投票時間帯:午前7時 - 午後8時
- 不在者投票:2003年（平成15年）1月9日 - 1月25日

### 立候補者
2003年（平成15年）1月9日までに立候補を届け出を行ったのは以下の4名である。立候補届け出順（候補者名は届け出氏名に基づく、年齢は1月26日付）。
| 候補者名（読み）               | 年齢 | 党派                                        | 肩書き                       |
| ------------------------------ | ---- | ------------------------------------------- | ---------------------------- |
| 木村守男 （きむら もりお）     | 65   | 無所属 （自由民主党・公明党・保守新党推薦） | 青森県知事 農家              |
| 横山北斗 （よこやま ほくと）   | 39   | 無所属 （民主党・自由党・無所属の会推薦）   | 弘前学院大学社会福祉学部教授 |
| 平野良一 （ひらの りょういち） | 74   | 無所属 （日本共産党・社会民主党推薦）       | 元浪岡町長                   |
| 石館恒治 （いしだて こうじ）   | 58   | 無所属                                      | 建築家                       |

### 選挙結果
投票率は49.68％で、前回と比べて2%上回る投票率（前回平成11年1月は47.46％）であった。当日の有権者数は118万9662人で投票者は59万1076人。
選挙結果3位の平野と4位の石館は有効得票総数が10％を下回ったため、規定により供託金は全て没収となった。
|        | 順位   | 候補者名  | 党派   | 新旧   | 得票数  | 得票率 | 惜敗率 | 供託金 |
| ------ | ------ | --------- | ------ | ------ | ------- | ------ | ------ | ------ |
| 当選   | 1      | ■木村守男 | 無所属 | 現     | 313,312 | 53.59% | ----   |        |
|        | 2      | ■横山北斗 | 無所属 | 新     | 229,218 | 39.20% | 73.15% |        |
|        | 3      | ■平野良一 | 無所属 | 新     | 34,970  | 5.98%  | 11.16% | 没収   |
|        | 4      | ■石館恒治 | 無所属 | 新     | 7,184   | 1.23%  | 2.29%  | 没収   |
| 無効票 | 無効票 | 無効票    | 無効票 | 無効票 | 6,366   |        |        |        |

## 第17回（6月29日）

### 概要
1月の知事選で再選した木村守男が、自身の不祥事で辞職したことによる知事選挙。
いずれも新人で三村申吾、横山北斗、柏谷弘陽、高柳博明の4人が立候補した。

### 経緯
1月の3選直後に自身のスキャンダルが発覚し、3月7日には県議会で法的拘束力を持たない知事辞職勧告決議が採択され賛成多数で可決されたが、木村は辞職を拒否した。その後法的拘束力を持つ「知事不信任決議案」が採決され、勧告決議では賛成に回った議員の一部が反対に回り、71.43％で不信任可決に必要な75％を下回り否決となった。その影響で不信任決議直後に行われた同年4月13日の統一地方選の青森県議会議員選挙では不信任決議案に反対した議員の多くが落選した。選挙後の臨時議会では再度「知事不信任決議案」が提出され、決議が可決する見通しが高まり、採決する前日の5月16日に木村は辞職し、異例の同じ年に2回目の青森県知事選挙が実施されることとなった。
また、これにより1963年の第6回から続いた厳冬期の知事選に変わり、以降改選時は6月に行われている。

### 選挙データ
告示日
- 2003年（平成15年）6月12日[4]

執行日
- 2003年（平成15年）6月29日[4]
- 当日の投票時間帯:午前7時 - 午後8時
- 不在者投票：2003年（平成15年）6月12日 - 6月28日[4]
  - 不在者投票の投票時間帯:午前8時30分 - 午後8時[4]

### 立候補者
2003年（平成15年）6月12日までに立候補届け出を行なったのは次のとおりである。立候補届け出順(候補者氏名、肩書きは選挙データに基づく)。
| 候補者名（読み）                 | 年齢 | 党派                                                  | 肩書き                  |
| -------------------------------- | ---- | ----------------------------------------------------- | ----------------------- |
| 高柳博明 （たかやなぎ ひろあき） | 33   | 日本共産党                                            | 政党役員                |
| 三村申吾 （みむら しんご）       | 47   | 無所属 （自由民主党・公明党・保守新党推薦）           | 前衆議院議員 元百石町長 |
| 柏谷弘陽 （かしわや ひろあき）   | 48   | 無所属                                                | NPO法人理事長           |
| 横山北斗 （よこやま ほくと）     | 39   | 無所属 （民主党・自由党・社会民主党・無所属の会推薦） | 弘前学院大学大学院教授  |

### 選挙結果
投票率は52.46％で、前回から5か月しか経っていないにもかかわらず、3％増加した。当日の有権者数は118万3937人で、投票者は62万1073人。
投票結果3位の柏谷と4位の高柳は有効得票総数が10％を下回ったため、規定により供託金は全て没収された。
|        | 順位   | 候補者名  | 党派       | 新旧   | 得票数  | 得票率 | 惜敗率 | 供託金 |
| ------ | ------ | --------- | ---------- | ------ | ------- | ------ | ------ | ------ |
| 当選   | 1      | ■三村申吾 | 無所属     | 新     | 296,828 | 48.30% | ----   |        |
|        | 2      | ■横山北斗 | 無所属     | 新     | 276,592 | 45.01% | 93.18% |        |
|        | 3      | ■柏谷弘陽 | 無所属     | 新     | 21,709  | 3.53%  | 7.31%  | 没収   |
|        | 4      | ■高柳博明 | 日本共産党 | 新     | 19,423  | 3.16%  | 6.54%  | 没収   |
| 無効票 | 無効票 | 無効票    | 無効票     | 無効票 | 6,483   |        |        |        |

前回も立候補した横山は、民主党と支持母体の連合、そして社会民主党が勝利できると踏んで推薦した。一方で三村は自民党・公民党・保守新党が推薦した。序盤は横山が優勢で進み、当時全国最年少の知事が誕生すると思われたが、終盤三村が自民党・公明党の組織戦により劣勢を覆し、僅差で三村が逆転勝利した。